# Eichenbarleben
Eichenbarleben este o comună din landul Saxonia-Anhalt, Germania.